# 翠蕨
翠蕨（学名：Anogramma microphylla）为裸子蕨科翠蕨属下的一个种。其种加词microphylla，意为“小叶的”。